# Suojarwi I
Suojarwi I (ros. Суоярви I, krl. i fiń. Suojärvi I) – węzłowa stacja kolejowa w miejscowości Suojarwi, w rejonie suojarwskim, w Karelii, w Rosji. Węzeł linii Chijtoła – Suojarwi – Pietrozawodsk z linią do Juszkoziera.
Na stacji znajduje się lokomotywownia.

## Historia
Stacja powstała w 1923, gdy tereny te należały do Finlandii. W 1940, podczas okupacji sowieckiej, zbudowano linię z Suojarwi do Pietrozawodska i stacja stała się węzłem.

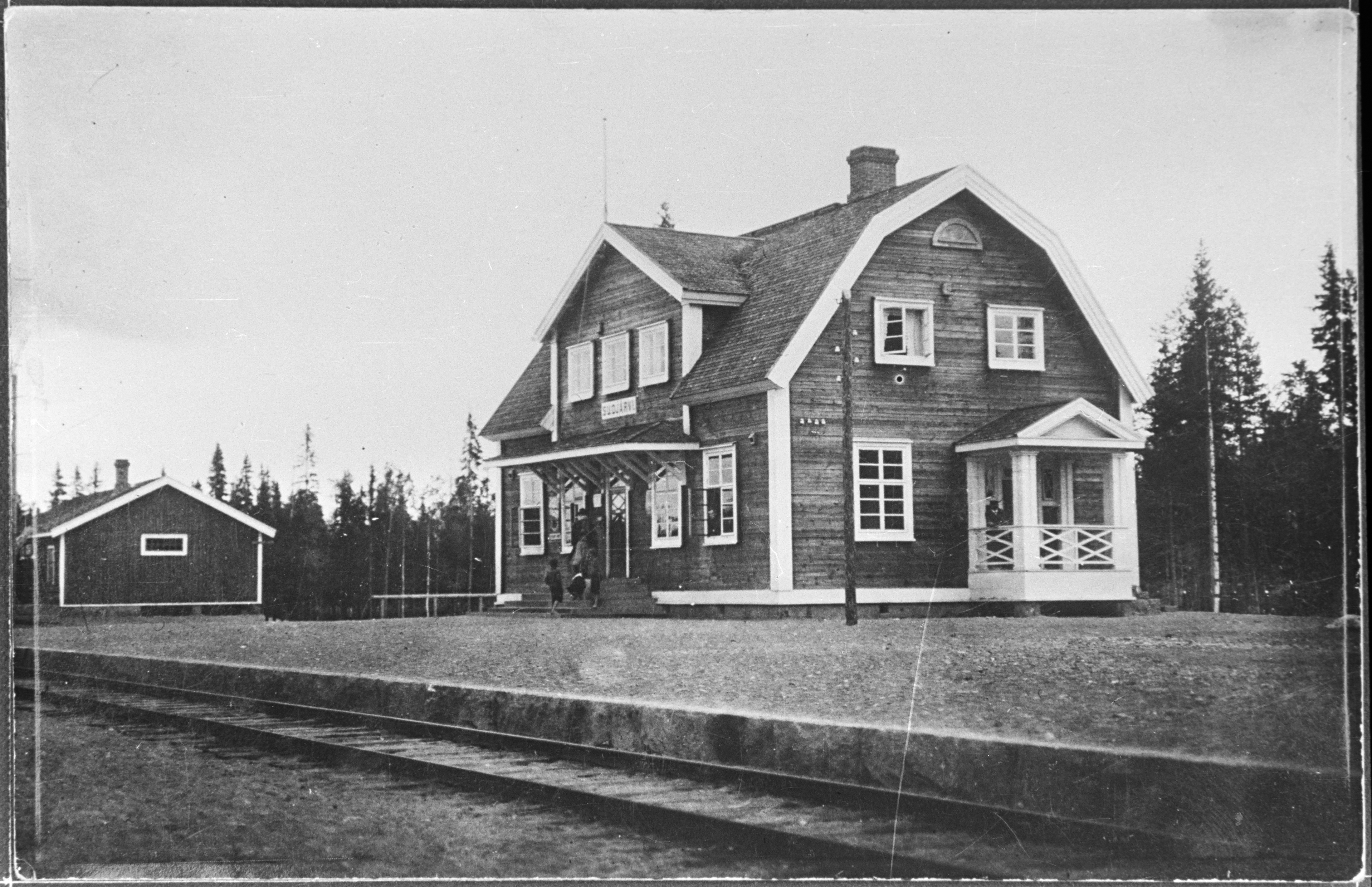
stacja Suojärvi w okresie międzywojennym